# Agneta Norberg
Berit Agneta Norberg, född Uppenberg 9 februari 1937 i Stensele församling i Lappland, är en svensk lärare och fredsaktivist. 
Norberg har varit aktiv i kvinno- och fredsrörelser sedan 1970-talet. Hon har bland annat varit skribent i tidningen Vi Mänskor som gavs ut av Svenska Kvinnors Vänsterförbund. Hon har engagerat sig i den kurdiska politikern Leyla Zanas öde och har även protesterat mot Natos närvaro vid militära övningar i Sverige.
Norberg var till 2022 ordförande i Sveriges Fredsråd. Efter Rysslands invasion av Ukraina 2022 gjorde hon uttalanden till stöd för invasionen.
Därefter uteslöts hon ur Vänstern i Svenska kyrkan och Svenska Kvinnors Vänsterförbund, vilket ledde till att hon tvingades avsäga sig ordförandeskapet i Sveriges Fredsråd då hon satt på mandat från SKV.

## Familj
Norberg växte upp i en familj med sju barn i Åskilje i nuvarande Storumans kommun, där fadern var jordbrukare och modern lärare. I äktenskap med juristen Folke Norberg har hon två barn, Katarina Norberg (född 1957), som är docent i pedagogik, och musikern Johan Norberg.